# .356 TSW
.356 TSW (356 Team Smith & Wesson) je americký náboj pro samonabíjecí pistole, představený v roce 1992 firmou Smith & Wesson. Označení TSW vychází ze zkrácení slov Team Smith & Wesson. Náboj je prakticky totožný s nábojem 9 mm Luger, rozdíl je v prodloužení nábojnice a to o 21,60 mm. Byl vyvinut zejména pro sportovní střelbu. Díky zachování průměru náboje odpovídající ráže 9 mm Luger, je možné pro něj využít předností moderních pistolí s vysokokapacitními dvojřadovými zásobníky. Náboj vyrábí jen firma Federal, střela je celoplášťová se špičkou tvaru komolého kužele. Projektil je o hmotnosti 9,50 g ze 125 mm dlouhé hlavně dokáže vyvinout počáteční rychlost 372 m·s−1